# San Luis, Pinar del Río
San Luis är en ort i Kuba.   Den ligger i provinsen Provincia de Pinar del Río, i den västra delen av landet, 170 km sydväst om huvudstaden Havanna. San Luis ligger 27 meter över havet och antalet invånare är 6 690.
Terrängen runt San Luis är platt. Runt San Luis är det ganska tätbefolkat, med 90 invånare per kvadratkilometer. Närmaste större samhälle är Pinar del Río, 15,7 km norr om San Luis. Trakten runt San Luis består till största delen av jordbruksmark.